# Симери (Катанцаро)
Симери (итал. Simeri) је насеље у Италији у округу Катанцаро, региону Калабрија.
Према процени из 2011. у насељу је живело 413 становника. Насеље се налази на надморској висини од 276 м.